# Fall Out Boy
Fall Out Boy is een Amerikaanse band uit Chicago, Illinois (Wilmette), opgericht in 2001. De band bestaat uit zanger-gitarist Patrick Stump, bassist Pete Wentz, gitarist Joe Trohman en drummer Andy Hurley.

## Geschiedenis
Fall Out Boy werd begin 2001 opgericht door twee vrienden: bassist Pete Wentz en gitarist Joe Trohman. Later kwam zanger Patrick Stump erbij, die oorspronkelijk auditie deed als drummer. Drummer Mike Pareskuwicz en gitarist T.J. Kunoch voegden zich ook bij de band. Hun bandnaam hebben ze te danken aan een fan. In een van hun optredens vroegen ze het publiek namelijk om een naam en toen riep iemand “Fall Out Boy”, een personage uit The Simpsons. Al snel namen ze in deze formatie hun debuutalbum op, getiteld Fall Out Boy's evening out with your girlfriend.
In 2003 verlieten T.J. en Mike de band en werd er een nieuwe drummer aangenomen, Andy Hurley. In datzelfde jaar kwamen ze met een nieuw album genaamd Take this to your grave. Het album werd in de punkrockscene van Chicago al snel een groot succes, en ook de critici waren zeer positief over de toekomst van de band. Het album kreeg uiteindelijk de gouden status; hij ging dus meer dan 500.000 keer over de toonbank. In 2005 kwam het succes bij het grote publiek door het album From under the cork tree, dat meer dan 2,5 miljoen keer werd verkocht.
In 2007 kwam Fall Out Boy terug met het album Infinity on high, waarvan in de eerste week alleen al 250.000 exemplaren werden verkocht. In 2008 bracht de band ****: Live in Phoenix uit, een live-digipack. Ter promotie werd een cover van Beat It opgenomen, in samenwerking met John Mayer. Op 4 november 2008 werd het album Folie à deux uitgebracht, wat vrij vertaald gedeelde gekte betekent. Als leadsingle werd I don't care gekozen.
In november 2009 verscheen het verzamelalbum Believers never die, met Alpha dog als single. Hierna kondigde de band voor onbepaalde tijd een pauze aan, waarmee de toekomst van de band onzeker werd. Gedurende de pauze vormden Trohman en Hurley, gezamenlijk met andere artiesten, een nieuwe band met de naam The Damned Things. Patrick Stump ging aan de slag met een soloalbum.
Op 4 februari 2013 maakte de band bekend dat Fall Out Boy weer bij elkaar zou komen. In mei van dat jaar werd het vijfde studioalbum Save Rock and Roll uitgebracht. Daarnaast bracht de groep ook een nieuwe single uit, My songs know what you did in the dark (Light em up). Deze single werd ook gebruikt in de film Pitch Perfect 2.
Op 16 januari 2015 verscheen het zesde studioalbum American beauty / American psycho. Op 19 januari 2018 kwam hun zevende studioalbum uit, genaamd Mania.
In september 2019 werd de Hella Mega Tour met Green Day en Weezer aangekondigd. Oorspronkelijk stonden de concerten in 2020 gepland, maar door de Coronapandemie zijn deze uitgesteld of afgezegd.

## Bandleden
- Patrick Stump - zang, slaggitaar
- Pete Wentz - basgitaar, achtergrondzang
- Joe Trohman - leadgitaar, achtergrondzang
- Andy Hurley - drums

## Discografie

### Albums
| Album met eventuele hitnotering(en) in de Nederlandse Album Top 100 | Datum van verschijnen | Datum van binnenkomst | Hoogste positie | Aantal weken | Opmerkingen |
| ------------------------------------------------------------------- | --------------------- | --------------------- | --------------- | ------------ | ----------- |
| Infinity on High                                                    | 06-02-2007            | 17-02-2007            | 45              | 19           |             |
| Folie à Deux                                                        | 12-12-2008            | 20-12-2008            | 79              | 1            |             |
| Save Rock and Roll                                                  | 12-04-2013            | 20-04-2013            | 48              | 1            |             |
| American Beauty / American Psycho                                   | 16-01-2015            | 24-01-2015            | 40              | 2            |             |
| Mania                                                               | 19-01-2018            | 27-01-2018            | 15              | 4            |             |

| Album met hitnotering(en) in de Vlaamse Ultratop 200 albums | Datum van verschijnen | Datum van binnenkomst | Hoogste positie | Aantal weken | Opmerkingen |
| ----------------------------------------------------------- | --------------------- | --------------------- | --------------- | ------------ | ----------- |
| From under the Cork Tree                                    | 2005                  | 20-05-2005            | 99              | 1            |             |
| Infinity on High                                            | 2007                  | 17-02-2007            | 44              | 42           |             |
| Folie à Deux                                                | 2008                  | 20-12-2008            | 40              | 7            |             |
| Save Rock and Roll                                          | 2013                  | 20-04-2013            | 41              | 11           |             |
| American Beauty / American Psycho                           | 2015                  | 31-01-2015            | 22              | 24           |             |
| Mania                                                       | 2018                  | 27-01-2018            | 11              | 13           |             |

### Singles
| Single met eventuele hitnotering(en) in de Nederlandse Top 40 | Datum van verschijnen | Datum van binnenkomst | Hoogste positie | Aantal weken | Opmerkingen                                  |
| ------------------------------------------------------------- | --------------------- | --------------------- | --------------- | ------------ | -------------------------------------------- |
| Sugar, We're Goin' Down                                       | 2005                  | -                     |                 |              | Nr. 99 in de Single Top 100                  |
| This Ain't a Scene, It's an Arms Race                         | 2007                  | -                     |                 |              | Nr. 41 in de Single Top 100                  |
| Thnks fr th Mmrs                                              | 2007                  | 30-06-2007            | tip8            | -            | Nr. 81 in de Single Top 100                  |
| Beat It                                                       | 2008                  | 12-04-2008            | tip3            | -            | met John Mayer / Nr. 98 in de Single Top 100 |
| My Songs Know What You Did in the Dark (Light Em Up)          | 2013                  | 16-03-2013            | 35              | 3            | Nr. 63 in de Single Top 100                  |

| Single met hitnotering(en) in de Vlaamse Ultratop 50 | Datum van verschijnen | Datum van binnenkomst | Hoogste positie | Aantal weken | Opmerkingen                  |
| ---------------------------------------------------- | --------------------- | --------------------- | --------------- | ------------ | ---------------------------- |
| This Ain't a Scene, It's an Arms Race                | 2007                  | 24-03-2007            | tip22           | -            |                              |
| Thnks fr th Mmrs                                     | 2007                  | 12-05-2007            | tip4            | -            |                              |
| I Don't Care                                         | 2008                  | 25-10-2008            | tip15           | -            |                              |
| My Songs Know What You Did in the Dark (Light Em Up) | 2013                  | 02-03-2013            | tip33           | -            |                              |
| Centuries                                            | 2014                  | 08-11-2014            | tip68           | -            |                              |
| American Beauty / American Psycho                    | 2015                  | 31-01-2015            | tip80           | -            |                              |
| Uma Thurman                                          | 2015                  | 23-05-2015            | tip66           | -            |                              |
| The Last of the Real Ones                            | 2017                  | 14-10-2017            | tip             | -            |                              |
| I've Been Waiting                                    | 2019                  | 09-02-2019            | tip             | -            | met Lil Peep & iLoveMakonnen |

## Prijzen
2005
- MTV Video Music Award - MTV2 Award (Sugar, we're goin down)

2006
- MuchMusic Video Award - People's Choice: Favorite International Group (Dance, dance)
- Kerrang! Award - Best Video (Sugar, we're goin down)
- Teen Choice Awards - Rock Track (Dance, dance)
- Teen Choice Awards - Single (Dance, dance)
- Teen Choice Awards - Rock Group
- MTV Video Music Award - Viewer's Choice

2007
- Kerrang! Award - Best Video (This ain't a scene, it's an arms race)
- Teen Choice Awards - Single (Thnks fr th Mmrs)
- Teen Choice Awards - Rock Group
- MTV Video Music Award - Best Group
- Belgian TMF Award - Best International Rock
- Belgian TMF Award - Best International Alternative
- Nickelodeon Australian Kids' Choice Awards - Fave Song (Thnks fr the Mmrs)

2008
- MuchMusic Video Award - People's Choice: Favorite International Video (The take over, the breaks over)
- Belgian TMF Award - Best International Rock
- Belgian TMF Award - Best International Alternative
- Belgian TMF Award - Best International Live

2015
- MTV Video Music Award - Best Rock Video (Uma Thurman)